# 聯賽系統
聯賽系統（英語：league system），是體育聯賽中的層級系統，各組別之間通常會以升降班制度來聯繫。由於在越低組別的聯賽會有更多分支和地區組別聯賽，因此常以金字塔（pyramid）來形容這個制度。聯賽系統常見於足球、欖球聯賽、欖球聯盟，或者其他奧運會項目聯賽等體育項目。

## 各種聯賽
冰球的職業小聯盟系統是線性的，在比賽的四個級別中最多都有一個聯盟。北美冰球聯盟體係由NHL、AHL和ECHL之間的集體談判協議和聯盟協議所管轄。
在北美洲亦有類似的系統，但不設升降班。通常會分為職業的大聯盟（major league）和小聯盟等，四大聯盟及足球等亦然。棒球和足球以金字塔式小聯盟層級分佈（大部分屬於大聯盟「旗下」的小聯盟球隊）、冰球的小聯盟則是以直式分佈，而一個聯盟最多有四個組別的聯賽。而籃球就是倒T式三級制。而設升降班的聯賽，有競爭性的意涵存在。在北美，最受歡迎的運動的聯賽系統不使用升級或降級。大多數職業體育分為大聯盟和小聯盟。棒球和協會橄欖球（在北美稱為足球）的小聯盟層次結構具有明確定義的金字塔形狀，每個層次結構都由一個管理機構管理（小聯盟棒球，一個在棒球專員授權下的組織，管理棒球聯盟；在美國足球協會指定的美國足球金字塔。）冰球職業小聯盟體係是線性的，最多四個級別的比賽一個聯盟；北美的冰球聯盟系統由NHL、AHL和ECHL之間的集體談判協議和附屬協議管理。
烤盤足球不能在聯賽系統上運行。不同的職業聯賽在不同的季節使用不同的規則進行比賽（秋季和初冬，NFL在100碼球場上每場11人，夏季CFL在110碼球場上每場11人。和初秋，而競技場足球和小型室內聯賽則分別在春季和初夏在50碼場地上進行8人制比賽）。已經嘗試為職業比賽組建真正的小聯盟（最近一次是在2020年與XFL合作）；迄今為止，沒有一家公司能夠平衡大聯盟的要求和維持財務償付能力的能力。

## 另見
- 升降班制度

## 外部連結
- The Organization of Sports Leagues - Stanford University （页面存档备份，存于）